# Cinco Flores
Cinco Flores är en ort i Mexiko.   Den ligger i kommunen Santa María Teopoxco och delstaten Oaxaca, i den sydöstra delen av landet, 270 km sydost om huvudstaden Mexico City. Cinco Flores ligger 2 211 meter över havet och antalet invånare är 129.
Terrängen runt Cinco Flores är kuperad åt nordost, men åt sydväst är den bergig. Runt Cinco Flores är det ganska tätbefolkat, med 144 invånare per kvadratkilometer. Närmaste större samhälle är San Gabriel Casa Blanca, 16,2 km väster om Cinco Flores. Omgivningarna runt Cinco Flores är en mosaik av jordbruksmark och naturlig växtlighet.